# Lista de aeroportos de Rondônia
Esta é uma lista de aeroportos de Rondônia, separados por administração, constando a sigla IATA e/ou o código ICAO e a sua localização no mapa.
Infraero
1. Aeroporto Internacional de Porto Velho (PVH/SBPV)

Municipais/Militar
1. Aeroporto Nova Vida (AQM/SWNI)
2. Aeroporto Tabajara (/SWTB)
3. Aeroporto de Cabixi (/SWCX)[1]
4. Aeroporto de Costa Marques (CQS/SWCQ)[2]
5. Aeroporto Forte Príncipe da Beira (/SWPB)

Privados
1. Chácara Rondoagro (SWRD)
2. Condomínio Aéreo Santos Dumont (SWDS)
3. Eletro Primavera Ltda (SIEL)
4. Fazenda Capivara (SNZD)
5. Fazenda Centrino (SNCC)
6. Fazenda Corumbiara (SWTL)
7. Fazenda Cristo Rei (SSKI)
8. Fazenda Jaqueline (SNIZ)
9. Fazenda Juliana (SIWO)
10. Fazenda Kajussol (SJYD)
11. Fazenda Marrecão (SIIN)
12. Fazenda Mequens (SJTF)
13. Fazenda Mustang II (SWLM)
14. Fazenda Peça Rara Agropecuária II (SJQZ)
15. Fazenda Perobal (SWBO)
16. Fazenda Pouso Redondo (SWRL)
17. Fazenda Primavera (SWPF)
18. Fazenda Primavera do Terebinto (SWKL)
19. Fazenda Remanso (SWRM)
20. Fazenda Rodeio (SJZR)
21. Fazenda Santa Ana (SIZN)
22. Fazenda Santa Carmem (SJCS)
23. Fazenda São Félix (SWFE)
24. Fazenda Sucuri (SDUS)
25. Fazenda Três Perobas (SJNK)
26. Fazenda Triunfo (SJTN)
27. Fazenda Tropical (SWXC)
28. Fazenda Vale Verde (SSLL)
29. Irmãos Gonçalves (SIDG)
30. Rancho Maria e Tereza (SWRG)
31. Rolim de Moura (SWBS)
32. Savana (SIBN)
33. Usina César Filho (SNFH)
34. Zirondi (SSZD)

 Governo Estadual - DER/RO
1. Aeroporto de Ariquemes (/SJOG)[3]
2. Aeroporto de Cacoal (OAL/SSKW)
3. Aeroporto de Guajará-Mirim (GJM/SBGM)
4. Aeroporto de Ji-Paraná (JPR/SBJI)[4]
5. Aeroporto de Pimenta Bueno (PBQ/SWPM)
6. Aeroporto de Vilhena (BVH/SBVH)[5]